# Nikołajewo-Darjino
Nikołajewo-Darjino (ros. Николаево-Дарьино) – wieś (ros. село, trb. sieło) w zachodniej Rosji, w sielsowiecie swierdlikowskim rejonu sudżańskiego w obwodzie kurskim.

## Geografia
Miejscowość położona jest nad rzeką Snagosć, 1 km od granicy z Ukrainą, 8,5 km od centrum administracyjnego sielsowietu swierdlikowskiego (Swierdlikowo), 20 km od centrum administracyjnego rejonu (Sudża), 99,5 km od Kurska.
W granicach miejscowości znajdują się ulice: Byczanowka, Uczastok, Uljanowka, Uznamojka.

## Demografia
W 2010 r. miejscowość zamieszkiwały 153 osoby.